# 진로백화점
진로백화점(眞露百貨店)은 진로그룹의 진로종합유통에서 운영했던 백화점이다. 당시 소재지는 서울 서초구 서초동에 있었으며 현재는 하이트진로 서초동 사옥 건물이 되었다. 

## 개요
1988년 진로유통센터로 출범하여 후에 진로백화점으로 사명을 변경하고 충청북도 청주에 청주점을 개점하였다. 진로그룹은 주식회사 진로를 모기업으로 하여서 소주 사업을 중심으로 하였다가 그룹의 사업 영역 확장에 따라 백화점 사업을 통해서 진로유통을 설립하여 진로유통센터를 세웠고 이후에 사명을 진로백화점으로 변경하였다. 
1996년부터는 진로백화점에서 아크리스(ACRIS)백화점으로 브랜드를 변경하였으나 1997년 IMF 구제금융기를 맞이하여 진로그룹이 최종 부도를 내면서 진로유통도 부도처리가 됨에 따라 폐업하고 2000년에 파산되었다. 
현재 옛 진로백화점 건물은 이후 어린이 쇼핑몰로 변경되었다가 이후 진로 본사가 이전하여 상주했고 현재는 하이트진로 서초동 사옥 건물로 쓰이고 있다. 

## 같이 보기
- 진로그룹
- 하이트진로 - 현재 서울 서초동 사옥으로 쓰이고 있으며 본사는 서울 영동대로(청담동)에 있다.